# Cat People (Putting Out Fire)
Pour les articles homonymes, voir Cat People.
Singles de David Bowie
Baal
(février 1982) Peace on Earth/Little Drummer Boy
(novembre 1982)
Cat People (Putting Out Fire) est une chanson composée par Giorgio Moroder, écrite et interprétée par David Bowie. Sortie en single en mars 1982, elle est extraite de la bande originale du film de Paul Schrader La Féline (Cat People). Elle entame le générique de fin en illustrant la décision de Irene (Nastassja Kinski) de rester définitivement panthère en renonçant à son humanité à jamais, laissant son amant certes vivant mais d'une infinie tristesse car, on le devine, il ira la visiter au zoo où elle reste enfermée pour le restant de ses jours. Le générique final est un gros plan du regard de la panthère, avec les yeux verts (premières paroles de la chanson).
Le morceau en face B est une composition instrumentale de Giorgio Moroder également issue de la bande originale du film.
Cat People (Putting Out Fire) connaît un réel succès dans plusieurs pays, en particulier en Nouvelle-Zélande, en Suède et en Norvège où la chanson se classe en tête des ventes de singles.
Elle obtient une nomination pour le Golden Globe de la meilleure chanson originale en 1983.
Pour des raisons de droits d'auteur, David Bowie a dû en enregistrer une nouvelle version pour son album de 1983 Let's Dance.
La première version apparaît également dans la bande originale du film de Quentin Tarantino Inglourious Basterds en 2009. La chanson est également présente dans le film Atomic Blonde (2017).

## Reprises
Le groupe Danzig, en 2007, Sharleen Spiteri, en 2010, ou Electric Six en 2015, sont parmi les artistes ayant repris la chanson.

## Classements
| Classement (1982)                                | Meilleure position |
| ------------------------------------------------ | ------------------ |
| Australie (ARIA)                                 | 15                 |
| Canada (50 Singles)                              | 13                 |
| États-Unis (Billboard Hot 100)                   | 67                 |
| Irlande (IRMA)                                   | 17                 |
| Italie (Federazione Industria Musicale Italiana) | 43                 |
| Norvège (VG-lista)                               | 1                  |
| Nouvelle-Zélande (RMNZ)                          | 1                  |
| Royaume-Uni (UK Singles Chart)                   | 26                 |
| Suède (Sverigetopplistan)                        | 1                  |
| Suisse (Schweizer Hitparade)                     | 8                  |